# Willie Smits

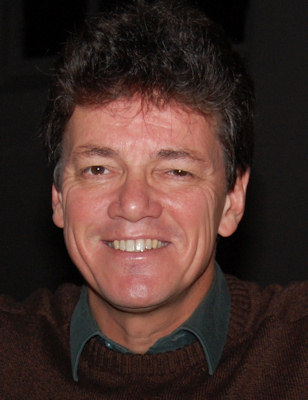
Willie Smits

Willie Smits (* 22. Februar 1957 in Weurt bei Nijmegen, Niederlande) ist Tierschützer und promovierter Forstwissenschaftler.
Smits absolvierte ein Studium des Fachs tropischer Waldbau an der Agrar-Universität Wageningen (Niederlande). Dort wurde er zum Forstwissenschaftler promoviert. Auf Borneo (Indonesien) gründete er 1991 die Borneo Orangutan Survival Foundation (BOS), die weltweit größte Organisation zum Schutz der unmittelbar vom Aussterben bedrohten Orang-Utans.
In Deutschland arbeitet Willie Smits mit verschiedenen Organisationen zusammen.
Am 21. November 2019 erhielt er in Baden-Baden den Bambi in der Kategorie „Unsere Erde“. Das sorgte dafür, dass er auch einem größeren Publikum bekannt wurde, nachdem er in einer Folge der Doku „Elstners Reisen“ aufgetreten war. Zuvor war er auch Teil einer Folge von der Hannes Jaenicke moderierten „Im Einsatz für ...“-Reihe gewesen, die aufgrund ihrer Machart kritisiert wurde. Auch über die Produktion von „Elstners Reisen“ blieben Smits, der Host Frank Elstner und sein Ko-Moderator Matthias Reinschmidt, inzwischen Zoodirektor in Karlsruhe, in Kontakt. Beide unterstützen weiterhin seine Arbeit.

## Gibbon Foundation und der Kollaps der Rettungszentren
Aufgrund von Zuwendungen aus dem Erbe der indonesischen Millionärsgattin Puck Schmutzer (1924–1998) konnte Willie Smits die Gibbon Foundation ins Leben rufen, um so Tierrettungszentren den Betrieb zu ermöglichen. Eines davon war zum Beispiel das Cikananga Animal Rescue Center. Der Betrieb dieser Zentren wurde ermöglicht durch Partnerschaften zwischen der indonesischen Regierung, der Gibbon Foundation und mehreren indigenen indonesischen Organisationen. Zunächst versprach die Gibbon Foundation nur eine Anschubfinanzierung für dieses Netzwerk aus Rettungszentren, denn bis 2006 sollten diese unabhängig arbeiten können.
Das funktionierte nicht, weil eigene Wege des Einkommens nicht erschlossen wurden und die Gibbon Foundation auch über die 5-Jahres-Frist hinaus Unterstützung leisten musste, um die Zentren funktionsfähig zu halten. Allerdings geriet die Gibbon Foundation selbst in Schieflage, auch, weil zu viele Tiere aufgenommen worden waren, ohne das Geld zu haben, für sie zu sorgen. Zudem floss Geld der Gibbon Foundation auch in andere Projekte. Shirley McGreal, die Gründerin der International Primate Protection League (IPPL), sprach im September 2007 darüber, dass die Foundation neben der Finanzierung der Rettungszentren aber auch das „luxuriöses Schmutzer Primate Center im entsetzlichen Ragunan Zoo in Jakarta“ aufbaute und große Summen in diese Richtung flossen. „Die Stiftung wurde in Liechtenstein gegründet und hielt ihr Geld auf einem Schweizer Bankkonto, sodass IPPL nie Finanzberichte finden konnte“, fuhr McGreal fort. „Jetzt sind seine Gelder auf mysteriöse Weise versiegt und die Tiere in den Rettungszentren leiden.“ Der Bau und der Import der vier Gorillas aus einem Britischen Zoo für das Schmutzer Zentrum bedeuteten enormen finanziellen Aufwand.
Der Zusammenbruch der Gibbon Foundation bedeutete den Verlust der Mittel, um die Tierrettungszentren weiter zu subventionieren, und gab der indonesischen Regierung die Möglichkeit, die Unterstützung ebenfalls zurückzuziehen. So hat am 2. Juni 2008 hat die indonesische Regierung die vorzeitige Beendigung der Zusammenarbeit mit der Gibbon Foundation beim Aufbau und Management der Zentren in Indonesien bekannt gegeben. Smits war einen Großteil des Jahres 2008 im Ausland auf Tour, um sein Buch „Die Denker des Dschungels“ zu promoten, während das Netzwerk aus Rettungszentren kollabierte. Gleichzeitig mehrten sich Zweifel, ob das ursprünglich von Birute Galdikas ersonnene Rescue & Release System, in dessen Tradition auch das von Lone Droscher-Nielsen und Willie Smits 1998 gegründete Nyaru Menteng Orang-Utan Reintroduction Project steht, im Umgang mit den Orang-Utans das Richtige wäre. Diese Diskussion in Indonesien geht zurück auf eine in einer Biografie von Galdikas (A Dark Place in the Jungle: Nach Leakeys Last Angel into Borneo, 1999) von der kanadischen Autorin Linda Spalding aufgebrachten Frage, ob Galdikas' Betonung der individuellen Tierrettung ein wirksamer Ansatz für die Orang-Utans als Spezies sei. Die flammten nun wieder auf: „Es gibt Bedenken, dass befreite Orang-Utans Krankheiten auf die wilden Populationen übertragen“, fasste Greenwire Senior Reporter Darren Samuelsohn im April 2008 zusammen. Der in Borneo ansässige Naturschutzwissenschaftler Erik Meijaard sagte gegenüber Samuelsohn, dass Galdikas „mit der Symbolik herumspielt, ohne zum Kern des Problems vorzudringen“. Die Rettungszentren schlossen nach und nach.

## Kontroverse um das Sintang Orangutan Center
Das Sintang Orangutan Center wurde noch zu einer Zeit aufgebaut als Smits sich um die Gibbon Foundation kümmerte. Es war das letzte Zentrum, das aufgebaut wurde, bevor dem Projekt das Geld ausging. Um die Tiere kümmerte sich dann unter anderem die Jakarta Animal Aid Network (JAAN), die extra zu diesem Zweck gegründet wurde. Die Gründerin erinnert sich daran in einem Statement, das auf der Webseite von Orangutan Outreach veröffentlicht wurde. Das Zentrum war auf Grund und Boden eines niederländischen Pastors in Partnerschaft mit Smits erbaut worden. Er war wegen illegalem Handel auf dem Radar der Artenschützer gelandet. Nach der Pleite untersuchte das Center for Orangutan Protection (COP) die Örtlichkeit. Die Orang-Utans, die dort gehalten wurden, hatten kein sauberes Wasser zum Trinken. So schaltete sich International Animal Rescue (IAR) ein und ein Tier konnte gerettet werden. Der Rest starb oder verschwand.
Unter Führung von Willie Smits kam rund vier Jahre später das so genannte O-Team zusammen. Er beabsichtige im Rahmen dessen ein neues Rettungszentrum in Sintang am gleichen Ort gründen. Das wurde gemeinschaftlich beschlossen, allerdings sollte das Zentrum, nach Darstellung eines Team-Mitglied, nur zur kurzfristigen Unterbringung der Orang-Utans eingerichtet werden. Vor Ort war der Pastor weiterhin tonangebend. Für die Tiere sorgten hauptsächlich ungelernte Kräfte, so genannte Volunteers, über deren Behandlung durch die Führungsriege des Zentrum immer wieder Beschwerden an andere Mitglieder des O-Teams herangetragen wurden, die sich darüber ungehalten zeigten, während Smits, ebenso laut Darstellung des Mitglieds, sein Freund, den Pastor weiterhin verteidigte.
Das Fass zum Überlaufen brachte dann das Verschwinden des Orang-Utans Luna im Sintang Orangutan Center. Die anderen beteiligten Nicht-Regierungs-Organisationen wollten die gegen die Vereinbarung langfristige Haltung, für die es auch keine Erlaubnis gab, nicht mehr akzeptieren und mit Hilfe des Forstministerium wurde die Haltung beendet. International Animal Rescue (IAR) übernahm die Tiere. Smits und die anderen Beteiligten gingen fortan getrennte Wege. Er behauptet weiterhin, dass das Zentrum legal gewesen wäre. Inzwischen ist Smits verantwortlich für ein Zentrum gleichen Namens und bekommt dafür unter anderem Spenden der Artenschutzstiftung des Zoo Karlsruhe.